# Sinocrepis
Sinocrepis is een geslacht van kevers uit de familie bladkevers (Chrysomelidae).
De wetenschappelijke naam van het geslacht werd in 1933 gepubliceerd door Chen.

## Soorten
- Sinocrepis fulva Kimoto, 1996